# 미시시피악어
미시시피악어(Alligator mississippiensis)는 미국 남동부와 멕시코 북동부의 작은 지역에 서식하는 대형 악어이다. 앨리게이터속에 속하는 현존하는 두 종 중 하나이며, 다른 유일한 살아있는 악어 종인 양쯔강악어보다 더 크다.
성체 수컷 미시시피악어의 몸길이는 3.4~4.6m이며 몸무게는 최대 500kg까지 나갈 수 있으며, 검증되지 않은 크기는 최대 5.84m, 무게는 1,000kg으로 검은카이만에 이어 두 번째로 크고 앨리게이터과 중 가장 무겁다. 암컷은 몸길이가 2.6~3m로 더 작다. 미시시피악어는 텍사스주 남부부터 노스캐롤라이나주까지 습지와 편백 습지와 같은 아열대 및 열대 담수 습지에서 서식한다. 주둥이가 넓고 턱이 겹치고 색이 짙은 점에서 동정성 아메리카악어와 구별되며, 열대 및 따뜻한 아열대 기후에서만 발견되는 아메리카악어보다 바닷물에는 덜 관대하지만 차가운 기후에는 더 관대하다.
미시시피악어는 최상위 포식자이며 물고기, 양서류, 파충류, 조류, 포유류를 잡아먹고, 부화자는 주로 무척추동물을 먹는다. 부화기에는 다른 생물에게 습하고 건조한 서식지를 제공하는 악어 구멍을 만들어 습지 생태계의 생태계 엔지니어로서 중요한 역할을 한다. 일 년 내내(특히 번식기에는) 미시시피악어들은 영역을 선포하고 적절한 짝을 찾기 위해 울부짖는다. 수컷 미시시피악어는 암컷을 유인하기 위해 인프라를 사용한다. 알은 물속이나 근처의 보호 구역에 있는 초목, 막대기, 잎, 진흙 둥지에 낳는다. 어린 아기는 몸 주위에 노란색 띠를 두르고 태어나 최대 1년 동안 어미의 보호를 받는다. 이 종은 대부분의 파충류에게는 드물게 부모의 보살핌을 받는다. 어미는 부화 기간 동안 알을 보호하고 입을 사용하여 부화기를 물속으로 옮긴다.

## 특성
미시시피악어는 성장률, 식단, 기후와 같은 요인의 변화에 따라 길고 가느다란 악어부터 짧고 튼튼한 악어까지 다양하다.

### 크기
미시시피악어는 비교적 큰 악어의 일종이다. 평균적으로 앨리게이터과에서 가장 큰 종이며, 검은카이만이 더 클 가능성이 있다. 몸무게는 길이, 나이, 건강, 계절, 이용 가능한 식량원에 따라 상당히 다르다. 온대 지역으로 광범위하게 분포하는 다른 많은 파충류와 마찬가지로 아칸소주 남부, 앨라배마주, 노스캐롤라이나주 북부와 같이 분포 지역의 북쪽 끝에 서식하는 미시시피악어는 더 작은 크기에 도달하는 경향이 있다. 성체가 큰 미시시피악어는 비슷한 길이의 다른 악어에 비해 상대적으로 튼튼하고 부피가 큰 경향이 있으며, 예를 들어 3~4m에 달하는 포획된 수컷의 몸무게는 200~350kg으로 나타났지만 사냥 행동 및 기타 스트레스 요인이 부족하여 포획된 표본이 야생 표본보다 더 클 수 있다.
큰 수컷 미시시피악어는 길이가 최대 4.6m, 몸무게가 최대 500kg에 달하고 암컷은 최대 3m에 달한다. 그러나 가장 큰 방목 암컷은 총 길이가 3.22m이고 몸무게가 170kg이다. 드물게는 크고 나이가 많은 수컷이 더 큰 길이로 자랄 수도 있다.

#### 평균
미시시피악어는 보통 그렇게 극단적인 크기에 도달하지 못한다. 성숙한 수컷의 경우 대부분의 표본은 길이가 약 3.4m까지 자라고 무게가 최대 360kg인 반면, 암컷의 경우 성숙한 크기는 보통 약 2.6m, 몸무게가 최대 91kg에 달한다. 플로리다주 뉴넌스호에서는 성체 수컷의 평균 몸무게가 73.2kg, 길이가 2.47m인 반면, 성체 암컷은 평균 몸무게가 55.1kg, 2.22m에 달했다. 플로리다주 레이크 그리핀 주립공원에서는 성체의 평균 몸무게가 57.9kg이었다. 한 연구당 성적 성숙 시 체중은 평균 30kg으로 명시되었으며 성체의 몸무게는 160kg으로 주장되었다.

## 분포

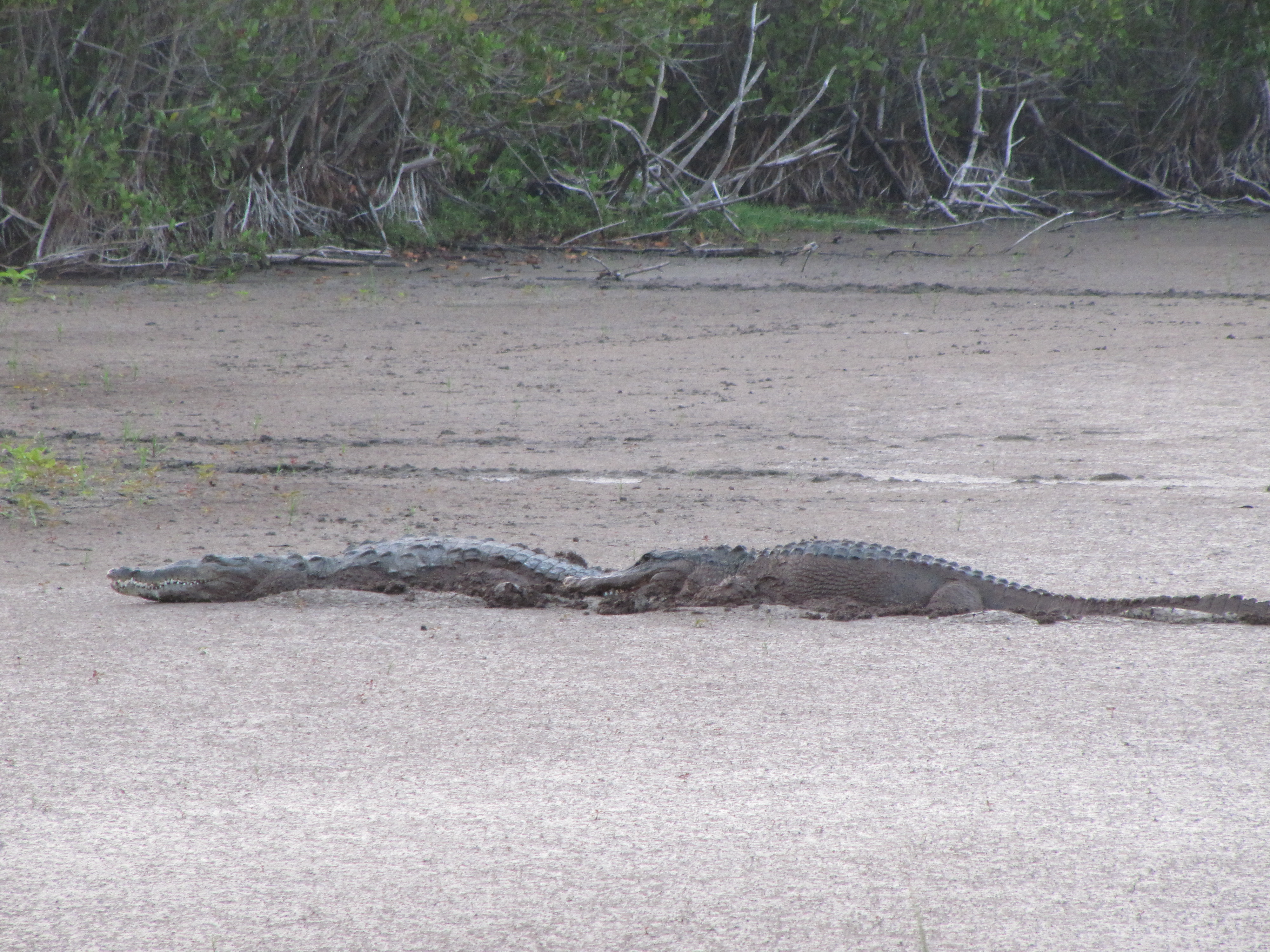
플로리다주 에버글레이즈의 마른 모래 연못의 미시시피악어 (오른쪽)와 아메리카악어 (왼쪽)

미시시피악어는 신북구와 신열대구 지역이 원산지이며, 미국 남동부의 야생, 사우스캐롤라이나주의 로우컨트리, 플로리다주 남쪽의 에버글레이즈 국립공원, 서쪽부터 텍사스주 남동부 지역까지 다양한 지역에서 발견되었다. 노스캐롤라이나주, 사우스캐롤라이나주, 조지아주, 플로리다주, 루이지애나주, 앨라배마주, 미시시피주, 아칸소주, 오클라호마주, 텍사스주의 일부 지역에서 발견되었다. 이러한 지역 중 일부는 비교적 최근에 도입된 것으로 보이며, 종종 작지만 번식 가능한 개체 수가 많다. 루이지애나주는 미국 주 중 미시시피악어 개체 수가 가장 많다. 앞으로 텍사스주 국경에 인접한 멕시코 지역에서 미시시피악어 개체 수가 발견될 수 있다. 미시시피악어의 범위는 버지니아주와 같이 한때 발견되었던 지역을 포함하여 서서히 북쪽으로 확장되고 있다. 루이지애나주 야생동물국에 따르면 미시시피악어는 자연적으로 테네시주로 범위를 확장해 왔으며, 내륙 수로를 통해 테네시주 남서부에 소수의 개체 수를 확보했다. 이들은 버지니아주에서 멸종되었으며, 때때로 노스캐롤라이나주에서 온 부랑자들은 그레이트글램블늪으로 떠돌고 있다.
2021년에는 체서피크만 인근 메릴랜드주 캘버트군에서 한 개체가 발견되어 석궁을 사용하던 사냥꾼이 쏜 총에 맞아 사망했다. 이 지역에서 악어가 탈출하거나 이국적인 애완동물을 풀어준 것으로 추정되는 추가 보고가 있다.

## 서식지
이들은 늪, 개울, 강, 연못, 호수뿐만 아니라 얕은 개빙수와 관련 제방이 있는 운하가 산재한 습지 대초원에 서식한다. 조지아주 애틀랜타 북쪽의 강에서 10년 넘게 홀로 사는 미시시피악어가 목격되었다. 암컷과 청소년도 캐롤라이나만과 기타 계절 습지에서 발견되었다. 미시시피악어는 담수를 선호하지만 때때로 기수 물속으로 돌아다닐 수 있지만 혀의 염류샘이 기능하지 않아 미시시피악어보다 바닷물에 덜 관대하다. 플로리다주 중북부에 있는 미시시피악어를 대상으로 한 한 연구에 따르면 수컷은 봄에 호수 개빙수를 선호하는 반면, 암컷은 늪지대와 개빙수역을 모두 이용하는 것으로 나타났다. 여름에는 수컷은 여전히 개빙수를 선호했고, 암컷은 둥지를 짓고 알을 낳기 위해 늪지대에 머물렀다. 암수 모두 겨울 동안 은행이나 나무 덩어리 아래로 굴을 뚫을 수 있다.

### 내한성
미시시피악어는 아메리카악어보다 추위에 덜 취약하다. 추위에 즉시 굴복하여 45 °F 이하의 물에 익사하는 아메리카악어와 달리 미시시피악어는 불편한 기색 없이 이러한 온도에서 한동안 생존할 수 있다. 이러한 적응력 때문에 미시시피악어는 아메리카악어보다 북쪽에 널리 분포하는 것으로 알려져 있다. 실제로 미시시피악어는 적도에서 멀리 떨어져 있으며 다른 어떤 악어보다 서늘한 조건을 견딜 수 있는 장비를 갖추고 있다. 물이 얼기 시작하면 미시시피악어는 표면에 코를 찔러 얼음 위에서 숨을 쉴 수 있는 휴면 기간에 들어가 며칠 동안 이 상태를 유지할 수 있다.

## 행동생태학

### 일광욕

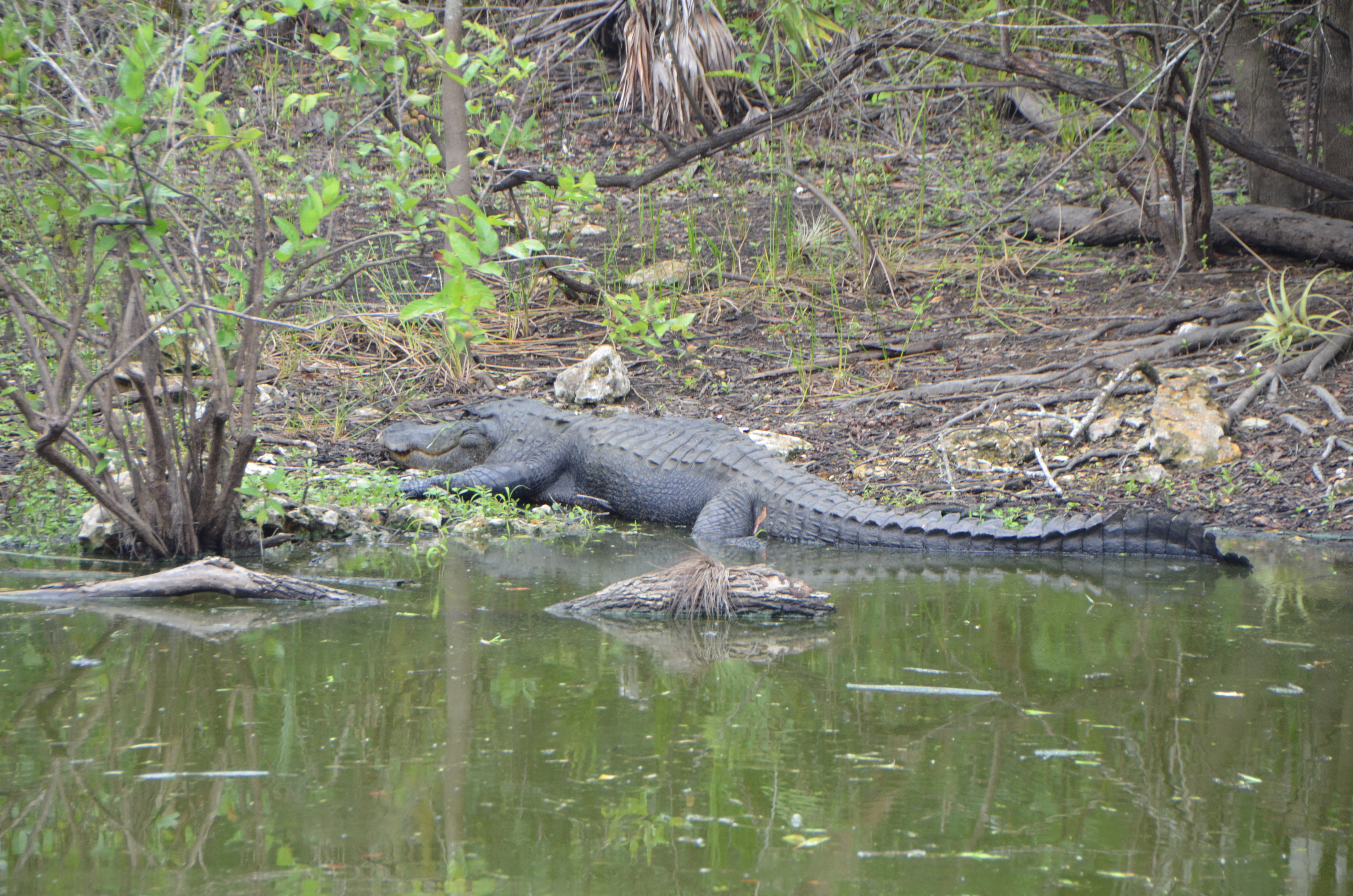
미시시피악어가 빅 사이프러스 국립 보호구역의 연못 제방을 두드리고 있다.

미시시피악어는 주로 해안가에서 일광욕을 하지만, 해안선이 없는 경우 나무 사지에 올라타서 일광욕을 하기도 한다. 방해를 받으면 자리에서 뛰어내려 물속으로 빠르게 후퇴하기 때문에 자주 볼 수 없는 현상이다.

### 구멍
미시시피악어는 악어 구멍이라고 알려진 작은 연못을 건설하여 에버글레이즈와 같은 평평한 지역의 습지 서식지를 가장 극적으로 수정한다. 이러한 행동은 미시시피악어를 핵심종으로 간주할 수 있는 자격을 부여했다. 악어 구멍은 건기에 물을 유지하고 악어 구멍에 피난처를 찾아 건기에 생존하는 수생 생물에게 피난처를 제공하므로 미래 개체군의 원천도 마찬가지이다. 악어 구멍 주변을 따라 둥지를 짓고 발굴 과정에서 토양을 축적하면 다른 파충류가 둥지를 틀 수 있는 건조한 지역과 침수를 견디지 못하는 식물이 서식할 수 있는 장소를 제공한다. 악어 구멍은 에버글레이즈 건기에 오아시스이므로 결과적으로 다른 유기체의 먹이 찾기 장소로 중요하다. 편백 습지의 석회암 함몰부에서 악어 구멍은 크고 깊은 경향이 있는 반면, 말 대초원과 바위 활석 지대의 악어 구멍은 보통 작고 얕으며, 능선과 슬로프 습지의 이탄 함몰부에서는 더 다양하다.

### 먹이

#### 물어뜯기
미시시피악어의 이빨은 먹이를 잡도록 설계되었지만 다른 포식자의 이빨처럼 살을 찢거나 씹을 수 없으며 (개과 및 고양이과 같은), 대신 모래주머니에 의존하여 먹이를 씹을 수 있다. 성체가 되면 대형 포유류를 섭취하고 대형 거북이를 부수는 것이 가능해진다. 미시시피악어는 거북이의 껍질이나 적당한 크기의 포유류 뼈를 물어뜯을 수 있다.

## 인간과의 관계

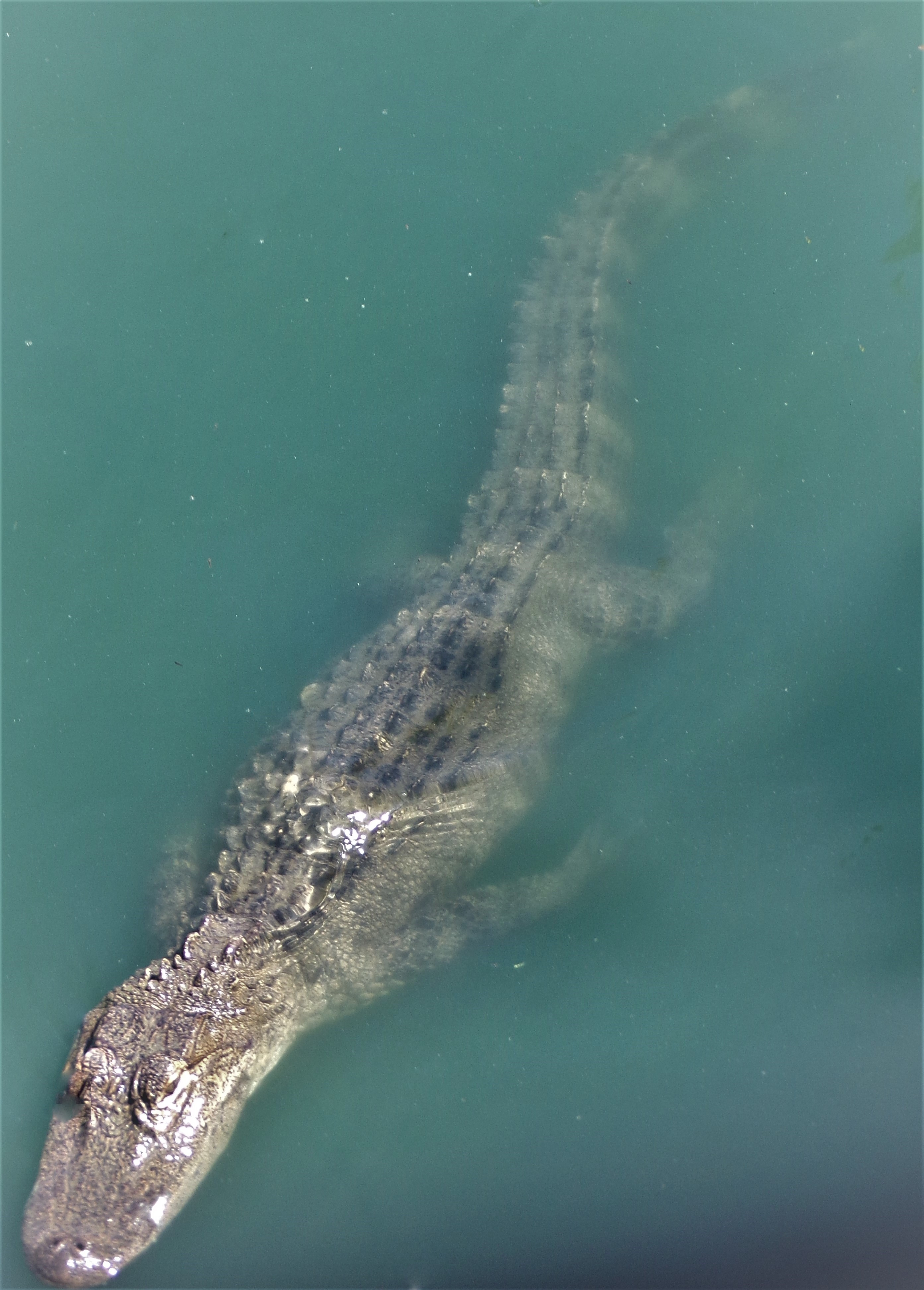
동물원 울타리에서 헤엄치는 미시시피악어

### 인간에 대한 공격

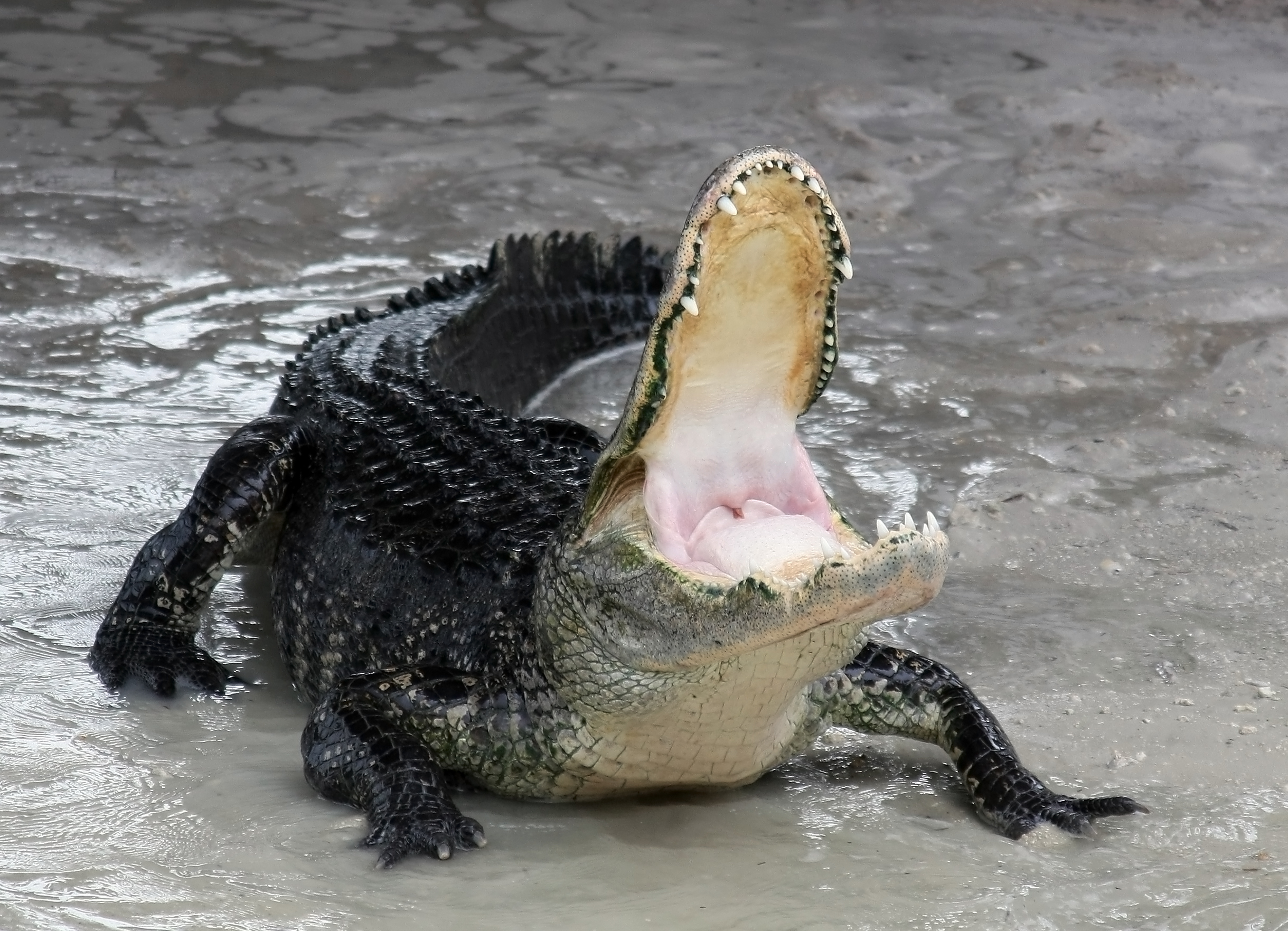
입을 벌린 방어용 미시시피악어

미시시피악어는 사람을 죽일 수 있지만 치명적인 공격은 드문편이다. 특히 바다나 근처에서는 공격으로 이어지는 잘못된 신원은 항상 가능하다. 미시시피악어는 큰 악어 종보다 인간에 대해 덜 공격적인 경우가 많으며, 그 중 일부(주로 나일악어와 바다악어)는 규칙적으로 인간을 잡아먹을 수 있다.  악어에 물리는 것은 파충류의 강한 물린 힘과 감염 위험으로 인해 심각한 부상이다. 의학적 치료를 받더라도 미시시피악어에 물리는 것은 치명적인 감염을 초래할 수 있다.
인간 인구가 증가하고 저지대에 집을 짓거나 물 근처에서 물고기를 잡거나 사냥을 할 때 인간이 미시시피악어와 그 서식지에 침입하는 사건은 피할 수 없는 일이다. 1948년 이후 플로리다주에서 발생한 인간에 대한 공격은 257건(연간 약 5건)으로 보고되었으며, 이 중 약 23건이 사망한 것으로 추정되었다. 1970년대부터 1990년대까지 미국에서 발생한 치명적인 공격은 9건에 불과했지만 2001년부터 2007년까지 미시시피악어는 12명을 살해했다. 악어 공격에 대한 추가 보고에 따르면 1948년부터 2004년까지 총 376명의 부상자와 15명의 사망자가 기록되어 악어 개체 수가 증가했다. 2006년 5월, 미시시피악어는 일주일도 채 되지 않아 플로리다 주민 3명을 살해했다. 1970년 이후 미국에서 최소 28건의 미시시피악어에 의한 치명적인 공격이 발생했다.

### 레슬링
1880년대 후반부터 악어 레슬링은 일부 사람들에게 즐거움의 원천이 되어 왔다. 관광으로 인기를 끌기 전에 미코스키족과 세미놀족이 만든 이 관광 전통은 동물 권리 운동가들의 비판에도 불구하고 여전히 인기가 높다.

### 양식
오늘날 악어 양식은 조지아주, 플로리다주, 텍사스주, 루이지애나주에서 대규모로 성장하는 산업이다. 이 주에서는 연간 총 45,000개의 악어 가죽을 생산한다. 악어 가죽은 좋은 가격에 판매되며 6~7ft 범위의 가죽은 개당 300달러에 판매되고 있다. 악어고기 시장은 성장하고 있으며 연간 약 14만 kg의 고기가 생산되고 있다. 플로리다 농소비자서비스국에 따르면 생 악어고기는 85g당 약 200칼로리를 함유하고 있으며, 그 중 27칼로리는 지방이다.

## 같이 보기
- 양쯔강악어
- 하수구 악어